# گاه‌شماری ژاپنی

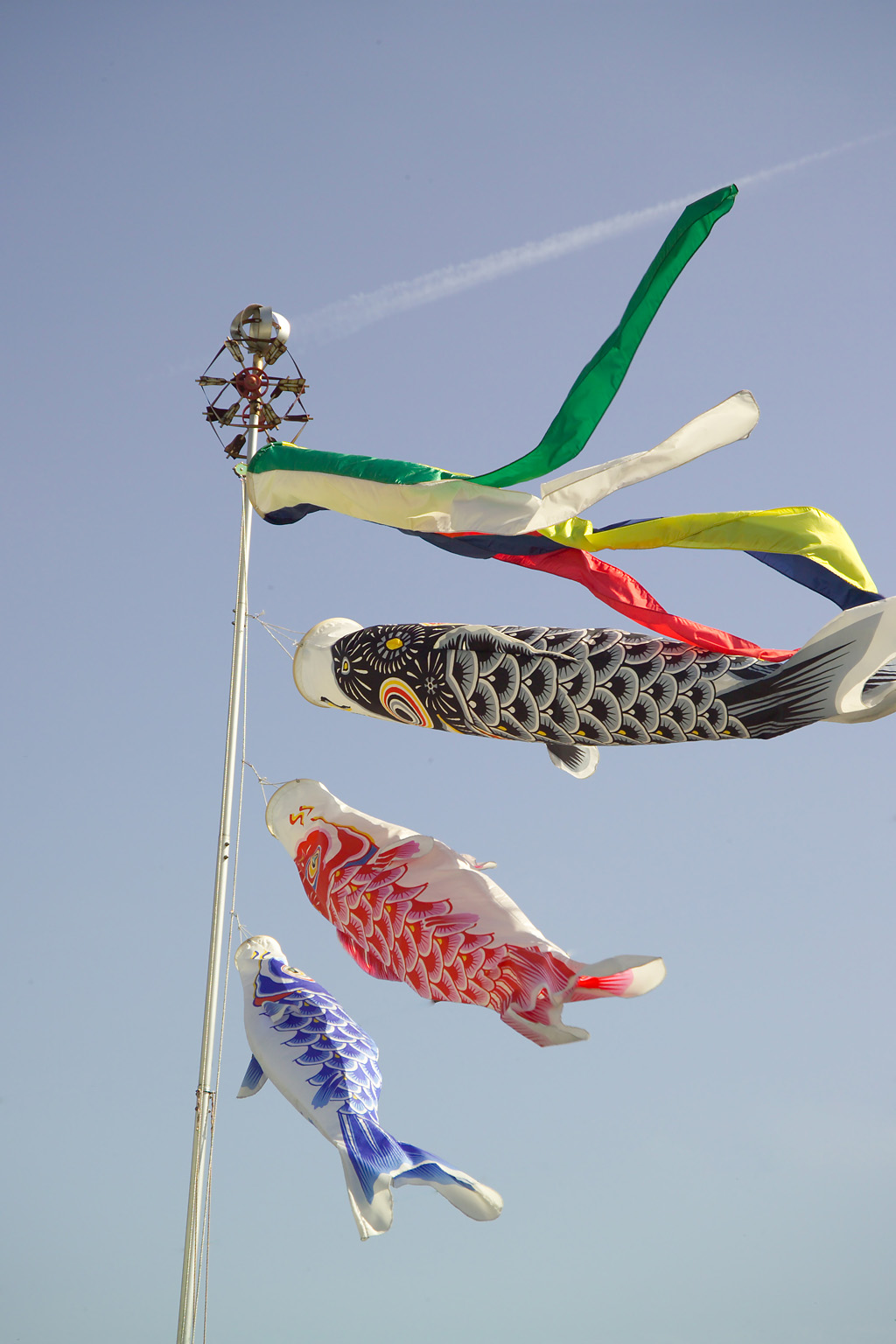
پرچمهایی به طرح ماهی کپور گلگون در روز کودک در ژاپن برافراشته می‌شوند

گاه‌شماری ژاپنی، دربردارنده چندین سیستم گاه‌شماری رسمی و غیررسمی است. در حال حاضر، گاه‌شماری میلادی و همچنین سیستم گاهشماری نام اعصار ژاپنی بکار گرفته می‌شوند.

## تاریخچه
ژاپنی‌ها برای محاسبه روز و سال، چند سیستم سنتی گاه‌شماری را بکار می‌گیرند:

- گاه‌شماری چینی (برمبنای چرخه شصت ساله یا گانژی)[۴]
- سال امپراتوری ژاپنی (皇紀 - کووکی) یا «سال-گاه‌شماری ملی» بر پایه افسانه پیدایش ژاپن توسط امپراتور جینمو در سال ۶۶۰ پیش از میلاد[۵]
- گاه‌شماری نام (年号 - نیهونگو یا نینگو) اعصار ژاپنی بر پایه آغاز سلطنت امپراتور حال حاضر.[۶]
- ژاپن نوین، از زمان امپراتور میجی، ژاپن از گاه‌شماری دوران مشترک غربی (西暦 - سئیریکی) استفاده می‌کند.[۷]

امروزه در ژاپن، گاه‌شماری چینی به ندرت به کار گرفته می‌شود و همچنین سیستم محاسبه سال‌ها از فرمانروایی امپراتور جینمو منسوخ شده‌است.

## تعطیلی‌های سالانه در گاه‌شمار ژاپن
گاه‌شماری ژاپنی سالانه دارای تعطیلات و آیینهای سنتی ویژه جامعه ژاپن است. برخی از این آیینها به سبب نقششان در تجلیل و ماندگاری سنتهای باستانی نیکو داشته می‌شوند. نامها و حتی تاریخ برخی تعطیلات ملی ژاپن، در طی زمان تغییراتی را داشته‌اند.
| تاریخ                              | نام فارسی                                 | نام رسمی       | معادل لاتین         |
| ---------------------------------- | ----------------------------------------- | -------------- | ------------------- |
| یکم ژانویه                         | روز آغاز سال نو                           | 元日           | Ganjitsu            |
| دومین دوشنبه ژانویه                | جشن ۲۰ سالگی                              | 成人の日       | Seijin no hi        |
| یازدهم فوریه                       | روز ملی پایه‌گذاری میهن                    | 建国記念の日   | Kenkoku kinen no hi |
| سوم مارس                           | روز دختران                                | 雛祭の日       | Hinamatsuri         |
| بیستم یا بیست و یکم مارس           | روز اعتدال بهاری                          | 春分の日       | Shunbun no hi       |
| بیست و نهم آوریل                   | روز شووا                                  | 昭和の日       | Shōwa no hi         |
| سوم مه                             | روز نکوداشت قانون اساسی                   | 憲法記念日     | Kenpō kinenbi       |
| چهارم مه                           | روز سبزینگی                               | みどり(緑)の日 | Midori no hi        |
| پنجم مه                            | روز کودکان                                | 子供の日       | Kodomo no hi        |
| سومین دوشنبه ژوئیه                 | روز دریا و دریانوردی                      | 海の日         | Umi no hi           |
| سومین دوشنبه سپتامبر               | روز احترام به کهنسالان <re name="brown"/> | 敬老の日       | Keirō no hi         |
| بیست و سوم یا بیست و چهارم سپتامبر | روز اعتدال پاییزی                         | 秋分の日       | Shūbun no hi        |
| سوم نوامبر                         | روز فرهنگ                                 | 文化の日       | Bunka no hi         |
| بیست و سوم نوامبر                  | روز شکرگذاری کار                          | 勤労感謝の日   | Kinrō kansha no hi  |
| بیست و سوم دسامبر                  | زادروز امپراتور                           | 天皇誕生日     | Tennō tanjōbi       |